# Dessauer Versorgungs- und Verkehrsgesellschaft
Die Dessauer Versorgungs- und Verkehrsgesellschaft mbH - DVV Stadtwerke Dessau ist ein kommunales Dienstleistungsunternehmen der Stadt Dessau-Roßlau. 

## Geschichte

Altes DVV-Logo

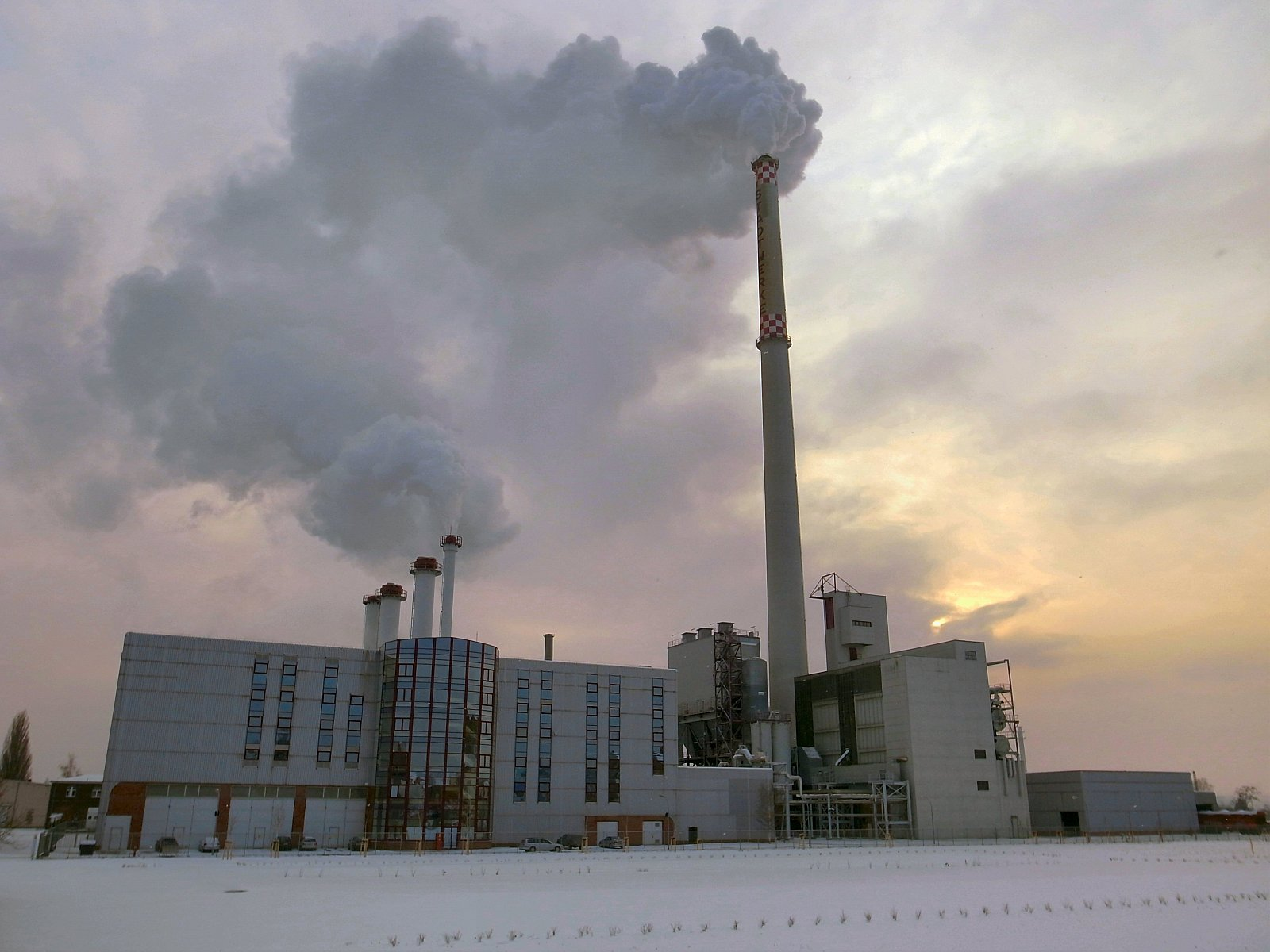
Heizkraftwerk an der Fine

Am 4. Dezember 1991 wurden die DVV Stadtwerke Dessau als hundertprozentiges Unternehmen der Stadt Dessau gegründet. Die Fernwärmeversorgungs-GmbH Dessau wurde 1991 als Tochterunternehmen angeschlossen. 1993 schloss sich die Dessauer Verkehrsgesellschaft mbH nach langer Diskussion an. 1994 wurde ein neues Heizkraftwerk auf dem Gelände der ehemaligen Gärungschemie in Betrieb genommen. Im gleichen Jahr trat die Gasversorgung Dessau GmbH bei und der Flugplatz „Hugo Junkers“ wird seiner Bestimmung übergeben.
Als neue Tochterunternehmen wurden 1995 die Dessauer Wasser- und Abwasser GmbH und die Dessauer Stromversorgung GmbH gegründet. Am 1. Januar 1996 wurde der erste Strom aus dem Kraftwerk Dessau eingespeist. 1997 erfolgte die Gründung der Daten- und Telekommunikations-GmbH Dessau.
1998 zog die Zentrale der Stadtwerke von der Daheimstraße (Gewerbegebiet Mitte) in die Albrechtstraße 48 (die ehemalige Verwaltung des Waggonbau Dessau). 1999 wurde eine Mobilitätszentrale am Hauptbahnhof eröffnet.
2001 wurde die Dessauer Verkehrs- und Eisenbahngesellschaft als Tochterunternehmen gegründet. 2001 und 2002 wurde der Wagenpark der Dessauer Verkehrsgesellschaft modernisiert. 2003 wurde die Geschäftsführung des Industrieparkgesellschaft Waggonbau und die Geschäftsfelder um die Beteiligung an der Service-Gesellschaft Infra-Tec GmbH übernommen. 2003 entschieden sich die Dessauer Bürger zu 89 % dafür, dass die Stadtwerke zu 100 % kommunal bleiben. 2006 ging die Erweiterung des Umspannwerks Dessau-Alten in Betrieb.

## Unternehmen
- Gasversorgung Dessau GmbH (GVD)
- Dessauer Stromversorgung GmbH (DSV)
- Fernwärmeversorgungs-GmbH Dessau (FWD)
- Dessauer Wasser- und Abwasser GmbH (DESWA)
- Daten- und Telekommunikations-GmbH Dessau (DATEL)
- Dessauer City Kabel GmbH (DCK)
- Dessauer Verkehrsgesellschaft mbH (DVG)
- Dessauer Verkehrs- und Eisenbahngesellschaft mbH (DVE)
- Flugplatz Dessau GmbH (FDG)